# سيف الإسلام المصري
سيف الإسلام المصري هو اسم عضو مصري في تنظيم القاعدة. ربما يكون اسمه هذا هو اسمه الحقيقي ولكن ليس بالتأكيد. لا يُعرف الكثير عن هذا الشخص، ولكن ظهر اسمه في التقارير والشهادات حول مجموعة متنوعة من الهجمات الإرهابية الكبرى والأنشطة المالية وشبه العسكرية ذات الصلة. وبحسب تلك المصادر فإن سيف الإسلام:
- كان واحداً من خمسة عشر رجلاً - جميعهم من العرب - تم أسرهم في بانكيسي جورج في عملية مشتركة من قبل القوات الخاصة الجورجية والأمريكية، في أوائل أكتوبر 2002[1][2]
- كان حتى ذلك الحين عضوًا في مجلس شورى تنظيم القاعدة[3] ولجنته العسكرية[1]
- تم تسليمه إلى الأمريكيين[4]
- أدار معسكر تدريب الجهاد وول بالقرب من خوست، أفغانستان عام 1992[5]
- كان ضابطا في فرع الشيشان للمؤسسة الخيرية الدولية الإرهابية[3]
- قاتل ضد القوات الأمريكية في الصومال[1]
- أشار على علي محمد بالحصول على تدريب من حزب الله في جنوب لبنان.[6]